# Río Alz
El río Alz, en bávaro Oiz es un corto río que discurre íntegramente por el Estado libre de Baviera. Nace en la orilla norte del lago Chiem,el llamado mar bávaro, cerca de Seebruck. Es un afluente derecho del río Eno, y por tanto tributario del Danubio. La desembocadura del Río Alz en el Eno se encuentra en la localidad de Marktl. Otras ciudades a orillas del Alz son Altenmarkt an der Alz, Trostberg, Garching an der Alz y Burgkirchen an der Alz. 
El Alz está dividido en Alto Alz (Obere Alz) y Bajo Alz (Untere Alz). La sección de lago Chiem a Altenmkart se llama Alto Alz.